# Reverse Translatase
Reverse Translatase ist ein fiktives Enzym, das aus einer Aminosäuresequenz (wie in einem Protein) die Bildungsvorschrift einer Nukleinsäuresequenz ableiten und somit die Entstehung letztgenannter katalysieren könnte. Dies würde bedeuten, dass der Schritt der Entstehung einer Aminosäuresequenz aus mRNA an den Ribosomen logisch umgekehrt würde. Dies jedoch würde das zentrale Dogma der Molekularbiologie umstürzen, das, grob gesagt, den Informationsfluss von Nukleinsäuren zu Proteinen als „Einbahnstraße“ beschreibt.

## Hintergrund
Die Retroviren, zu denen auch HIV gehört, benutzen das Enzym reverse Transkriptase, um ihre als RNA gespeicherte Erbinformation in DNA umzukopieren, um diese dann in das Wirtsgenom zu integrieren. Diese Tatsache lässt Überlegungen zu, warum nicht auch der Weg von der mRNA zum Peptid umkehrbar sei. Dies wird in lebenden Organismen jedoch nicht beobachtet. Interessant in diesem Zusammenhang ist auch die sogenannte PNA, die zwar in der Natur nicht vorkommt, aber als mögliches Vorläufermolekül und somit als Matrize zur Bildung von RNA vorgeschlagen wird.

## Kritik
Folgende Gründe sprechen gegen die Existenz bzw. den biologischen Sinn einer wie auch immer gearteten „Reversen Translatase“ bzw. einer sinngemäßen Umkehr der Translation:
Der genetische Code ist degeneriert. Das heißt, dass mehrere Codons für eine Aminosäure kodieren können. Von den 64 verschiedenen Codons kodieren 61 davon für nur 20 verschiedene proteinogene Aminosäuren; drei Codons kodieren Stoppsignale. Somit ist es unmöglich, eine Übersetzung einer gegebenen Aminosäuresequenz zu genau einer entsprechenden Nukleinsäuresequenz zu erhalten. Des Weiteren existieren proteinogene Aminosäuren wie Selenocystein, die nicht direkt durch ein Codon repräsentiert werden. Hydroxyprolin hingegen, das nicht als proteinogene Aminosäure gilt, macht einen Großteil der Aminosäuresequenz von Kollagenen aus, wird jedoch nicht durch ein Codon repräsentiert.

## Sonstiges
Das Thema ist Gegenstand der Satire Das D2-Experiment.